# 徐球
徐球（15世紀—16世紀），字廷美，浙江嚴州府分水縣人，明朝政治人物。

## 生平
徐球是成化二十二年（1486年）丙午科浙江鄉試舉人，二十三年（1487年）會試中副榜，授桃源教諭，陞南京國子監學正，協助編修《憲宗實錄》及《大明會典》，外任梧州同知，改韶州同知，擢為太平府知府致仕回鄉，著有《雲松遺稿》。他擅長應變，在梧州時有亂民聚眾搶掠，百姓恐懼，他得知後疾馳前往，乘賊人不備一網成擒，樂昌奸民煽亂，他也能在動亂發生前捕獲其首領數人，餘眾立刻解散，瑤族人聞風後數十年亦不敢入侵。

## 引用
1. 1 2  光緒《分水縣志·卷八·人物志》：徐球，字廷美，成化舉人，任桃源縣教諭，陞南國子監學正，預修《憲廟實錄》及《大明會典》，擢梧州府同知，調韶州府同知，遷太平府知府致仕歸，著有《雲松遺稿》。球長於應變，官梧州時亂民聚掠，閭閻大恐，球聞變疾馳掩捕，賊不及備皆就縛，又樂昌奸民煽亂，球及其未發捕致首惡數人，餘眾解散，猺人聞風輸欸，數十年不為邊患。
2. ↑  光緒《分水縣志·卷七·選舉志》：成化二十二年丙午（舉人） 徐球 太平知府，中二十三年明通榜